# Ioan Florea
Ioan Florea (n. 25 septembrie 1941) este un fost deputat român în legislatura 1990-1992, ales în județul Alba pe listele  din  Partidul Ecologist Român. Ioan Florea a fost membru în grupul parlamentar de prietenie cu Libanul, Thailanda, China, Italia, Spania și Coreea.